# Dannite H. Mays

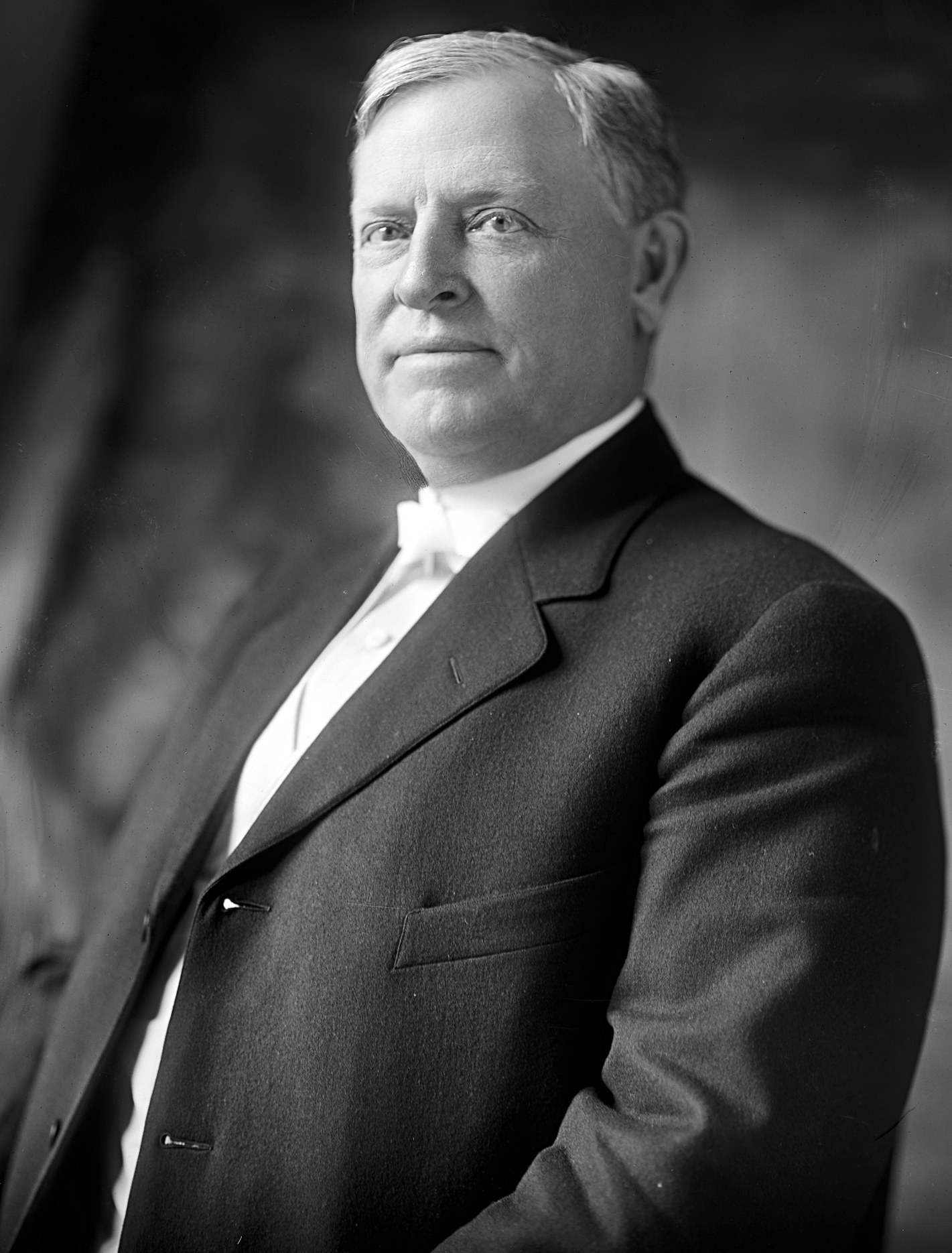
Dannite H. Mays

Dannite Hill Mays (* 28. April 1852 bei Madison, Florida; † 9. Mai 1930 in Monticello, Florida) war ein US-amerikanischer Politiker. Zwischen 1909 und 1913 vertrat er den Bundesstaat Florida im US-Repräsentantenhaus.

## Werdegang
Dannite Mays besuchte öffentlichen Schulen in seiner Heimat und in Savannah (Georgia). Anschließend studierte er an der Washington and Lee University in Lexington (Virginia). Nach seiner Studienzeit zog er nach Monticello, wo er in der Landwirtschaft arbeitete. Politisch war Mays Mitglied der Demokratischen Partei. Im Jahr 1888 war er Delegierter auf deren regionalem Parteitag in Florida. In den Jahren 1891, 1895 und 1897 wurde er in das Repräsentantenhaus von Florida gewählt, dessen Präsident er im Jahr 1897 als Nachfolger von William Sherman Jennings war. In den Jahren 1900 und 1904 bewarb er sich jeweils erfolglos um die Nominierung seiner Partei für die Wahl zum Gouverneur von Florida.
Bei den Kongresswahlen des Jahres 1908 wurde Mays im dritten Wahlbezirk von Florida in das US-Repräsentantenhaus in Washington, D.C. gewählt, wo er am 4. März 1909 die Nachfolge von William Bailey Lamar antrat. Nach einer Wiederwahl im Jahr 1910 konnte er bis zum 3. März 1913 zwei Legislaturperioden im Kongress absolvieren. Im Jahr 1912 wurde er von seiner Partei nicht mehr zur Wiederwahl nominiert. Nach seinem Ausscheiden aus dem Repräsentantenhaus kehrte Mays nach Monticello zurück, wo er seine frühere landwirtschaftliche Tätigkeit wieder aufnahm. Dort ist er am 9. Mai 1930 auch verstorben.